# Joan Druett
Joan Druett, född 11 april 1939 i Nelson, Nya Zeeland, är en nyzeeländsk författare och  historiker specialiserad på sjöfartshistoria. Hennes författarskap har framförallt kretsat kring kvinnor inom sjöfartens historia och hon har skrivit såväl facklitteratur som historiska romaner.

## Biografi
Druett föddes i Nelson men växte upp i Palmerston North. Hon är dotter till Ralph Totten Griffin och Colleen de la Hunt Butcher.
Druett har en fil.kand. i engelsk litteratur från Victoria University of Wellington och arbetade i många år som lärare i biologi och engelsk litteratur.
Druetts man, Ron Druett, är en konstnär som även han fokuserar på det maritima, och som har illustrerat många av Druetts böcker. De har två söner och sex barnbarn.

### Författarskap
Druett började med att skriva noveller, under pseudonymen Jo Friday, och reseberättelser. Novellerna publicerades i den maoriska tidskriften Te Ao Hou. Hon skrev även science fiction som publicerades i den amerikanska tidskriften Worlds If. När hon var i fyrtioårsåldern kom hennes första fullängdsbok, Exotic Intruders: The Introduction of Plants and Animals to New Zealand.
Ett av hennes mest spridda verk är She captains : heroines and hellions of the sea som publicerades i arton utgåvor mellan 2000 och 2005 och finns på över tusen bibliotek runt om i världen. Boken handlar om sjöfarande kvinnor från det forntida Egypten till 1900-talet, med exempel som Tomyris.
Av de böcker hon skrivit under den senaste delen av sitt författarskap än hon mest känd för den fiktiva bokserien The Wiki Coffin Mysteries. Serien utspelar sig under 1800-talet och kretsar kring skeppslingvisten Wiki Coffin, som är halvamerikan och halvmaorier. I seriens första bok får Wiki Coffin i uppdrag att hitta en mördare.

## Priser och utmärkelser
- 1983 - Hubert Church Award, för Exotic Intruders: The Introduction of Plants and Animals to New Zealand.[2]
- 1984 - PEN Award, Best first prose book, för Exotic Intruders: The Introduction of Plants and Animals to New Zealand.[7]
- 1986 - Fulbright Writer's Cultural Award.[7]
- 1992 - John Lyman Award, bästa bok om amerikans sjöfartshistoria, för She Was a Sister Sailor: The Whaling Journals of Mary Brewster, 1845-1851.[7]
- 1993 - Oysterponds Historical Society Scholar-in-residence Award.[7]
- 1998 - New York Public Library Award, för Hen Frigates: Wives of Merchant Captains under Sail.[7]
- 1999 - L. Byrne Waterman Award för enastående bidrag till historien och kvinnohistorien.[7]
- 2001 - John David Stout Research Fellowship Award, University of Wellington.[7]
- 2012 - New Zealand Post Book Award General Non-Fiction, för Tupaia: the Remarkable Story of Captain Cook's Polynesian Navigator.[8]

### Skönlitteratur
- Abigail, Random House, 1988, ISBN 9780394565354 (även släppt under titeln A Love of Adventure)
- A Promise of Gold, Bantam, 1990, ISBN 9780553281972
- Murder At The Brian Boru, HarperCollins New Zealand, 1992, ISBN 9781869500733
- Finale, Old Salt Press, 2018, ISBN 9780994124661

Verk i serien The Wiki Coffin Mysteries
- "Brethren of the Sea" (novell)
- "Fallen" (novell)
- "Murder in the Hold" (novell)
- "Kidnapped" (novell)
- "Salt" (novell)
- "The Bengal Tiger" (novell)
- "King Cade" (novell)
- A Watery Grave, Minotaur Books, 2004, ISBN 9780312334413
- Shark Island, Minotaur Books, 2005, ISBN 9780312334567
- Run Afoul, Minotaur Books, 2006, ISBN 9780312353360
- Deadly Shoals, Minotaur Books, 2007, ISBN 9780312353377
- The Beckoning Ice, Smashwords Edition, 2012, ISBN 9781301967162
- "Robber Crabs" (novell), Old Salt Press, 2015, ISBN 9780992263652

Flera av novellerna är publicerade i Alfred Hitchcock's Mystery Magazine.
Trilogin Promise of Gold
- Judas Island, Old Salt Press, 2013, ISBN 9781301574131
- Calafia's Kingdom, Old Salt Press, 2013, ISBN 9781301075133
- Dearest Enemy, Old Salt Press, 2013, ISBN 9781301003723

The Money Ship Series
- The Launching of the Huntress, Old Salt Press, 2017, ASIN:B071F67YYF
- The Privateer Brig, Old Salt Press, 2017, ASIN:B0716WKPRP
- The Dragon Stone, Old Salt Press, 2017, ASIN:B071FB2F1H
- The Midwife's Apprentice, Old Salt Press, 2017, ASIN:B0725S5MKZ

### Facklitteratur
- Exotic Intruders: The Introduction of Plants and Animals to New Zealand, Heinemann Educational Books, 1983, ISBN 9780868633978
- Fulbright in New Zealand, New Zealand-United States Educational Foundation, 1988, ISBN 9780473006020
- Petticoat Whalers: Whaling Wives at Sea, 1820-1920, Collins Publishers, 1992, ISBN 9781869500436
- Captain's Daughter, Coasterman's Wife: Carrie Hubbard Davis of Orient, Orient, NY: Oysterponds Historical Society, 1995
- The Sailing Circle, 19th Century Seafaring Women from New York, Three Village Historical Society, 1995, ISBN 9780963636119
- Hen Frigates:Wives Of Merchant Captains Under Sail, Simon & Schuster, 1998, ISBN 9780684839684 (även publicerad under titeln Hen frigates : passion and peril, nineteenth-century women at sea)
- She captains : heroines & hellions of the sea, Simon & Schuster, 2000, ISBN 9780684856902
- Rough Medicine: Surgeons at Sea Under Sail, Routledge, 2000, ISBN 9780415924511
- In the Wake of Madness: The Murderous Voyage of the Whaleship Sharon , Algonquin Books of Chapel Hill, 2003, ISBN 9781565123472
- Island of the Lost: Shipwrecked at the Edge of the World, Algonquin Books, 2007, ISBN 9781565124080
- Tupaia: Captain Cook's Polynesian Navigator, Praeger, 2010, ISBN 9780313387487
- The Elephant Voyage, Smashwords Edition, 2012, ISBN 9781301613304
- Eleanor's Odyssey,: Journal of the Captain's Wife on the East Indiaman Friendship 1799-1801, Old Salt Press, 2014, ISBN 9780994115218
- Lady Castaways, Old Salt Press, 2015, ISBN 9780994115270
- The Notorious Captain Hayes: The Remarkable True Story of The Pirate of The Pacific, HarperCollins, 2016, ISBN 9781775491354
- The Discovery of Tahiti, Old Salt Press, 2019, ISBN 9780992258856

### Övrig medverkan
- She Was a Sister Sailor: The Whaling Journals of Mary Brewster, 1845-1851 (redaktör), Mystic Seaport Museum, 1970, ISBN 9780913372609